# Giovanni D’Alise

Znak Giovanniho D'Alise

Giovanni D’Alise (14. ledna 1948, Neapol - 4. října 2020) je italský biskup působící v diecézi Caserta.
Na kněze byl vysvěcen v roce 1972. V období 1974 až 2004 pracoval v diecézi Acerra. V regionální televizi vystupoval v pořadu "l'appuntamento con il Vescovo". Papež ho roku 2014 jmenoval biskupem v diecézi Caserta.